# 안드로메다자리 키
안드로메다자리 키(χ Andromedae / χ And)는 안드로메다자리의 항성이다. 황색 G형 거성으로 겉보기 등급은 +5.01이다. 지구에서 242 광년 떨어져 있다.

## 참고 자료
- 안드로메다자리 키의 사진[깨진 링크(과거 내용 찾기)]